# 京王チキ290形貨車
京王チキ290形貨車（けいおうチキ290がたかしゃ）は、1985年12月に東急車輛製造でチキ291・チキ292の2両が製造され、2016年4月に廃車された京王電鉄京王線のレール運搬用長物車である。

## 概要
全長14,750mm、自重22.5t、荷重30tの長物車で、チキ270形の代替として製造された。2両1ユニットで使用され、カントのついた曲線上やトンネル内でも線路の積み下ろしができる。

## 主要装備
台枠は高さ250 mmのみぞ形鋼を側梁に、高さ450 mmのI形鋼2枚を魚腹形に中梁とした構成である。2両は上り下り対称の構造とされ、2両ユニットの中間に棒連結器、両端には自動連結器を装備する。ユニットの両端に片持ち式のビームが設けられ、ビームにはレール積み下ろし用の長短2本の補助ビームが取り付けられている。主ビームにはクレーンが取り付けられ、クレーンは主ビームと補助ビームの間を走行することができる。補助ビーム展開時は黄色の回転灯が点灯するとともに非常ブレーキが作動する。台車はTR-63系に類似し、枕ばねをコイルばね、軸ばねをゴムとしたTS-442であり、軸受、車輪は7000系制御車と共通のものが採用された。SMG-N形電動発電機が装備された。

## 改造工事
2004年10月にけん引車が電気指令式ブレーキ装備のデワ600形に変更されたことにあわせ、ブレーキ方式が電磁直通空気ブレーキから電気指令式電磁直通空気ブレーキに変更され、ユニット端のジャンパ連結器が交換された。塗装色もけん引車にあわせ、黄色からグレーを基調とし、ビーム上部を赤白のゼブラ模様としたものに変更された。

## 運用

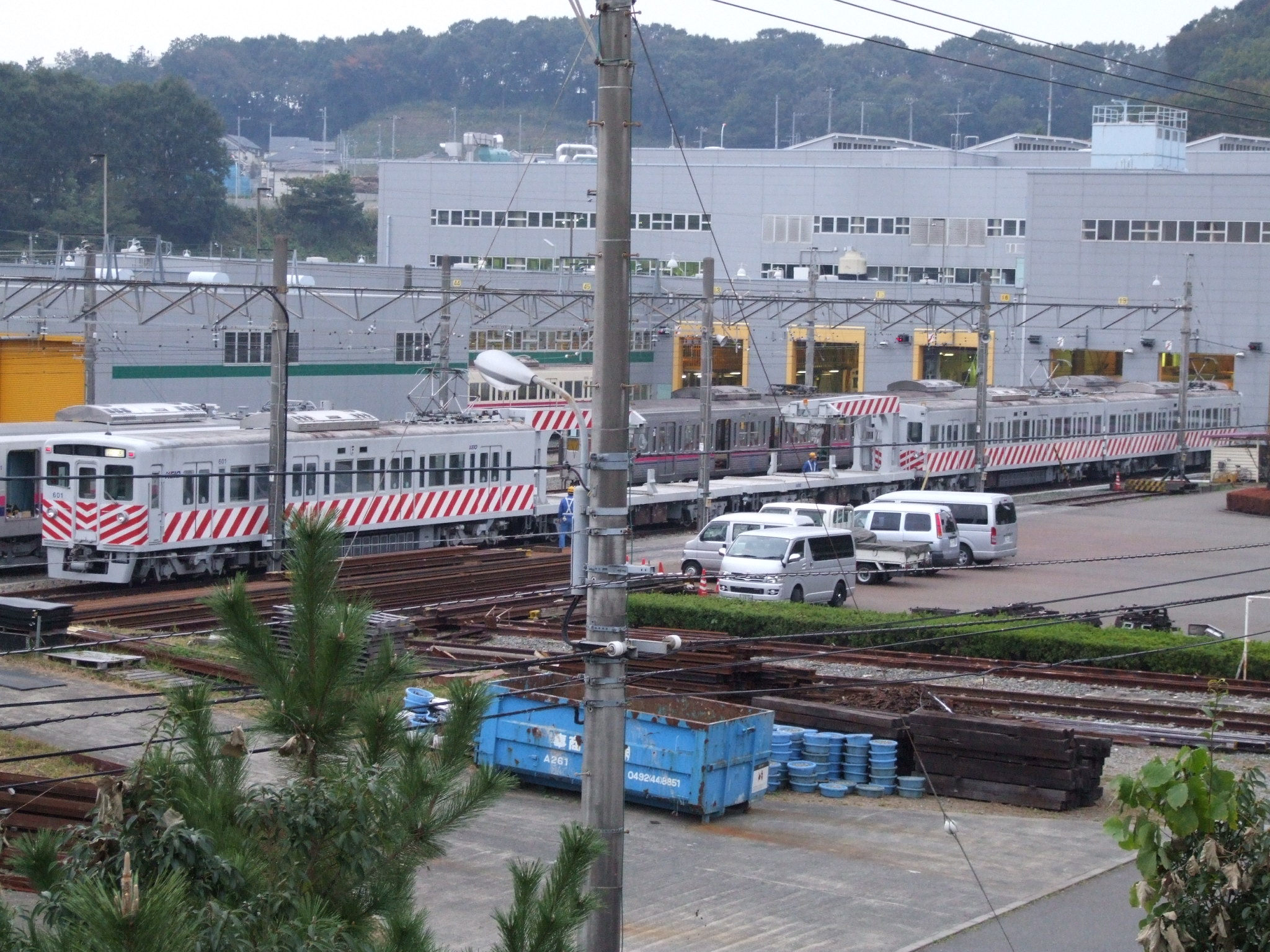
デワ600に連結されているチキ290形

電動貨車に挟まれて使用される。けん引車は当初デト210形で、1995年3月にデワ5000系に、2004年10月にデワ600形に変更されている。2016年4月に2両同時に廃車された。